# Погечауа (комуна)
Погечауа (рум. Pogăceaua) — комуна у повіті Муреш в Румунії. До складу комуни входять такі села (дані про населення за 2002 рік):
- Бологая (37 осіб)
- Валя-Синпетрулуй (60 осіб)
- Велень (317 осіб)
- Делень (101 особа)
- Пириу-Кручій (131 особа)
- Погечауа (1117 осіб) — адміністративний центр комуни
- Скурта (17 осіб)
- Січеле (49 осіб)
- Финтина-Бабій
- Чуля (154 особи)

Комуна розташована на відстані 285 км на північний захід від Бухареста, 24 км на північний захід від Тиргу-Муреша, 55 км на схід від Клуж-Напоки.

## Населення
За даними перепису населення 2002 року у комуні проживали 1983 особи.
Національний склад населення комуни:
| Національність | Кількість осіб | Відсоток |
| -------------- | -------------- | -------- |
| румуни         | 1765           | 89,0%    |
| цигани         | 192            | 9,7%     |
| угорці         | 26             | 1,3%     |

Рідною мовою назвали:
| Мова      | Кількість осіб | Відсоток |
| --------- | -------------- | -------- |
| румунська | 1960           | 98,8%    |
| угорська  | 20             | 1,0%     |
| циганська | 3              | 0,2%     |

Склад населення комуни за віросповіданням:
| Релігія            | Кількість осіб | Відсоток |
| ------------------ | -------------- | -------- |
| православні        | 1878           | 94,7%    |
| п'ятдесятники      | 34             | 1,7%     |
| реформати          | 29             | 1,5%     |
| греко-католики     | 5              | 0,3%     |
| римо-католики      | 1              | 0,1%     |
| не релігійні       | 1              | 0,1%     |
| атеїсти            | 1              | 0,1%     |
| не вказали релігію | 4              | 0,2%     |